# Jim Risch
James Elroy Risch (Milwaukee (Wisconsin), 3 mei 1943) is een Amerikaans politicus. Hij is een Republikeins senator voor Idaho sinds 2009. In het verleden was hij gouverneur van diezelfde staat.
Risch studeerde zelf aan de Universiteit van Idaho en behaalde daar in 1968 een bachelor in Bosbouw. In 1968 behaalde hij een graad in de rechten aan dezelfde universiteit. De senator is getrouwd met Vicki Risch.

## Politieke carrière
In 1970 stelde hij zich op 27-jarige leeftijd verkiesbaar als Openbaar aanklager. Vier jaar later werd hij gekozen in de senaat van de staat Idaho en twee jaar later was hij al meerderheidsleider. In 1988 werd hij onverwachts verslagen door nieuwkomer Mike Burkett. Een tweede poging om terug te komen in de Senaat mislukte in 1994. Een jaar later zou hij echter terugkeren omdat hij werd benoemd door gouverneur Phil Bhat omdat er een plaats beschikbaar was gekomen.
In 2001 kwam de post van vice-gouverneur van zijn huisstaat beschikbaar en Risch investeerde bijna vierhonderdduizend dollar van zijn eigen kapitaal om gekozen te worden. Dat gebeurde ook. In mei 2006 volgde hij Dirk Kempthorne op als gouverneur van Idaho. Deze was ingegaan op een aanbod om als minister van Binnenlandse Zaken zitting te hebben in de tweede regering van George W. Bush. De termijn liep nog zeven maanden door. Daarna stelde Risch zich weer verkiesbaar als vice-gouverneur en werd gekozen. Hij wilde zich kandidaat stellen voor het gouverneurschap, maar er was al een sterke Republikeinse kandidaat beschikbaar.
Halverwege het jaar 2008 bleek dat de Senaatszetel van de Republikein Larry Craig beschikbaar zou komen. Deze was in opspraak geraakt omdat hij zich schuldig zou hebben gemaakt aan aanstootgevend gedrag op de herentoiletten van het vliegveld van Minneapolis richting een mannelijke agent. Deze bekende aanvankelijk, maar trok later zijn verklaring weer in. Het politiek leed was echter al geleden en hij besloot zich niet meer verkiesbaar te stellen. Risch volgde hem op door de verkiezingen te winnen van Larry LaRocco.
Alabama: Tuberville (R) · Britt (R)
Alaska: Murkowski (R) · Sullivan (R)
Arizona: Kelly (D) · Gallego (D)
Arkansas: Boozman (R) · Cotton (R)
Californië: Padilla (D) · Schiff (D)
Colorado: Bennet (D) · Hickenlooper (D)
Connecticut: Blumenthal (D) · Murphy (D)
Delaware: Coons (D) · Blunt Rochester (D)
Florida: R. Scott (R) · Moody (R)
Georgia: Ossoff (D) · Warnock (D)
Hawaï: Schatz (D) · Hirono (D)
Idaho: Crapo (R) · Risch (R)
Illinois: Durbin (D) · Duckworth (D)
Indiana: Young (R) · Banks (R)
Iowa: Grassley (R) · Ernst (R)
Kansas: Moran (R) · Marshall (R)
Kentucky: McConnell (R) · Paul (R)
Louisiana: Cassidy (R) · Kennedy (R)
Maine: Collins (R) · King (O)
Maryland: Van Hollen (D) · Alsobrooks (D)
Massachusetts: Warren (D) · Markey (D)
Michigan: Peters (D) · Slotkin (D)
Minnesota: Klobuchar (D) · Smith (D)
Mississippi: Wicker (R) · Hyde-Smith (R)
Missouri: Hawley (R) · Schmitt (R)
Montana: Daines (R) · Sheehy (R)
Nebraska: Fischer (R) · Ricketts (R)
Nevada: Cortez Masto (D) · Rosen (D)
New Hampshire: Shaheen (D) · Hassan (D)
New Jersey: Booker (D) · Kim (D)
New Mexico: Heinrich (D) · Luján (D)
New York: Schumer (D) · Gillibrand (D)
North Carolina: Tillis (R) · Budd (R)
North Dakota: Hoeven (R) · Cramer (R)
Ohio: Moreno (R) · Husted (R)
Oklahoma: Lankford (R) · Mullin (R)
Oregon: Wyden (D) · Merkley (D)
Pennsylvania: Fetterman (D) · McCormick (R)
Rhode Island: Reed (D) · Whitehouse (D)
South Carolina: Graham (R) · T. Scott (R)
South Dakota: Thune (R) · Rounds (R)
Tennessee: Blackburn (R) · Hagerty (R)
Texas: Cornyn (R) · Cruz (R)
Utah: Lee (R) · Curtis (R)
Vermont: Sanders (O) · Welch (D)
Virginia: Warner (D) · Kaine (D)
Washington: Murray (D) · Cantwell (D)
West Virginia: Moore Capito (R) · Justice (R)
Wisconsin: Johnson (R) · Baldwin (D)
Wyoming: Barrasso (R) · Lummis (R)
(D): Democraat · (R): Republikein · (O): Onafhankelijk
- International Standard Name Identifier: 0000 0000 4122 5725
- Library of Congress Control Number: n2006169431
- SNAC: w69m538j
- Biographical Directory of the United States Congress: R000584
- Virtual International Authority File: 46199297
- WorldCat: E39PBJjmTcHGPCg3THMcTqKWXd